# Anala fasen
Det anala stadiet, den anala fasen, är i Freudiansk psykoanalys det andra stadiet av ett barns psykosexuella utveckling. Stadiet börjar mot slutet av andra levnadsåret, och fortsätter tills barnet är tre till tre och ett halvt år gammalt. Barnet lär sig då att kontrollera sin avföring, vilket ger det sexuell lust när det bajsar, samtidigt som barnet upplever att det släpper en del av sig själv. För att uppleva lustkänslor måste barnet göra sig av med något det vill behålla. Under slutet av stadiet kommer barnet, som är slitet mellan viljan att kontrollera och att släppa taget, in i en fas där det närmar sig sin vuxne vårdare.
Under det anala stadiet finns enligt teorin tre reaktionsformer: pedanteri, sparsamhet och envishet. Om lustkänslorna inför anus hämmas av rädsla för smuts, skam och oordning kan barnet bli en psykiskt sjuk vuxen med anal karaktär, det vill säga en person som faller tillbaka i dessa reaktionsfomer.

## Anal karaktär
Anal karaktär, analfixering eller analkomplex syftar på egenskaper hos en vuxen person som, enligt denna psykosexuella utvecklingsteori, faller tillbaka i anala stadiet av sin utveckling. Ordet analfixerad och liknande används i vardagligt tal om beteendet hos en person som är hagalen, ägodelsfixerad, fifflar till sig pengar och annat som inte tillkommer personen, retar upp sig enormt på minsta motstånd, och föredrar människor med samma trånga (anala) grundsyn. Ordet kan även beskriva en person som är noggrann åt det neurotiska hållet. Typen kallas psykologiskt för "anale controllé", medan det i andra ytteränden finns en "anale relâché", vilket motsvaras av konstant röriga, slarviga, kaotiska samlartyper, som också kan vara slösande och generösa.